# Caña de pesca

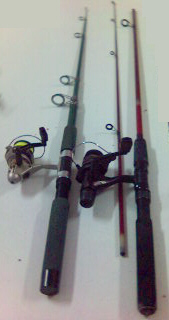
Cañas de pesca

Se denomina caña de pesca a un aparejo que se usa para pescar. Originariamente su cuerpo era de componentes naturales, principalmente la caña de bambú, de donde viene su denominación como caña. También existen de materiales como madera de cerezo u otros. En la actualidad y debido a nuevos componentes más ligeros y de idénticos comportamientos, mayormente se fabrican con componentes sintéticos.

## Componentes

### La caña
Materiales:
- El bambú: fue el material utilizado durante siglos para la fabricación de cañas. Debido a sus grandes prestaciones y versatilidad, la caña de bambú refundido sigue siendo muy apreciada en la pesca con cola de rata.
- La fibra de vidrio: fue el material con el que se hicieron las primeras cañas modernas de pesca. La fibra de vidrio es un material fuerte y flexible que todavía hoy es utilizado en la fabricación de cañas para algunas modalidades de pesca.
- El grafito: gracias a su ligereza y gran resistencia ha ganado mucho terreno, aunque en sus principios los pescadores fueron reacios al uso de este material por su gran conductividad eléctrica, ya que es un gran atrayente de los rayos y, debido a la fabricación de las líneas con materiales conductores como el fluorocarbono (fibra de carbono), el riesgo de entrar en contacto con líneas de conducción eléctrica puede generar accidentes por descargas.

### Las anillas

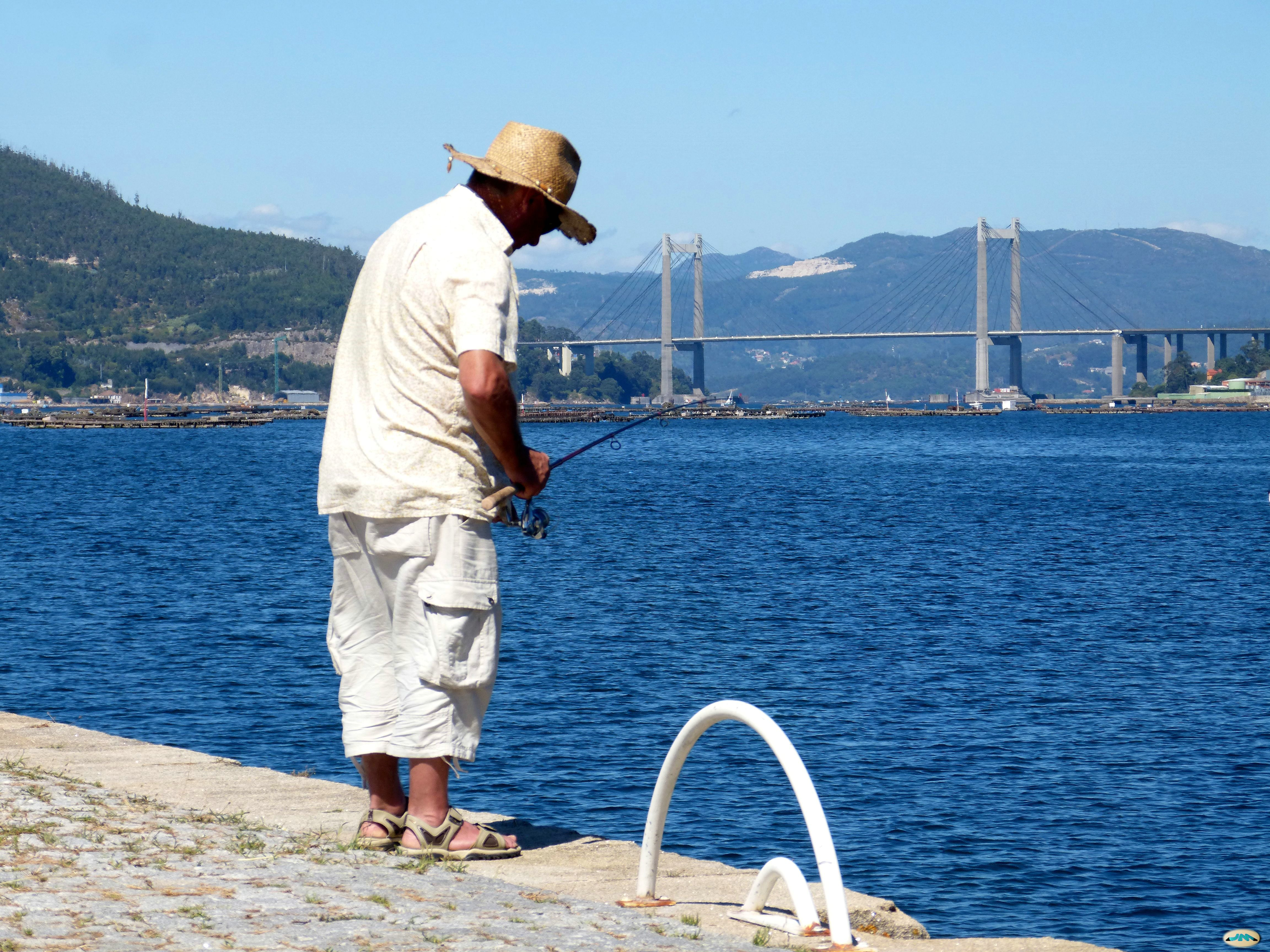
Hombre utilizando una caña de pesca en el Puerto Viejo

Las anillas han sido producto de la evolución, de ser meros elementos de sujeción han pasado a ser partes fundamentales de las cañas modernas. Las hay que son meras anillas metálicas, actualmente se recubren de un aro cerámico en su interior para evitar en lo posible el roce con la línea y con ello se elimina la abrasión de esta última durante el lance de señuelos y/o carnadas.
El objetivo fundamental de las anillas es distribuir la presión de la línea a lo largo del cuerpo de la caña cuando un pez pone la caña tensa desde el otro extremo al momento de su pesca. Por ello una caña con más anillas a lo largo de su cuerpo será más resistente a la tensión ejercida por la línea que una que tiene menos.
Las cañas más fuertes, además de tener el cuerpo más ancho, tienen anillas de rodillos que funcionan con el principio de las poleas que -sin serlo- distribuyen eficientemente la presión que pueden ejercer peces tan grandes como un atún o un marlin.
Actualmente se están desarrollando cañas de nueva generación hechas con materiales de vanguardia altamente resistentes; estas no cuentan con anillas y son huecas; la línea pasa por su interior distribuyendo uniformemente la presión a lo largo de cada centímetro del mismo cuerpo sin recurrir a los puntos de apoyo que generan las anillas.

### El mango
El mango de las cañas de pescar es un elemento fabricado en diferentes materiales como el corcho o la espuma de neopreno comprimida para generar comodidad al pescador durante las largas jornadas de pesca. Además es donde se monta el carrete mediante aros de sujeción con rosca para fijarlo firmemente a la caña.
El mango puede ser de distintos tamaños y formas que dependen del tipo de pesca para la que está destinada cada caña. Por ejemplo: los mangos de cañas para la modalidad de pesca en "stand up" son ligeramente más largos, los de las cañas para troleo en mar son moldeados en ángulo para ser montados en la borda de las embarcaciones, etc.

## Especificaciones

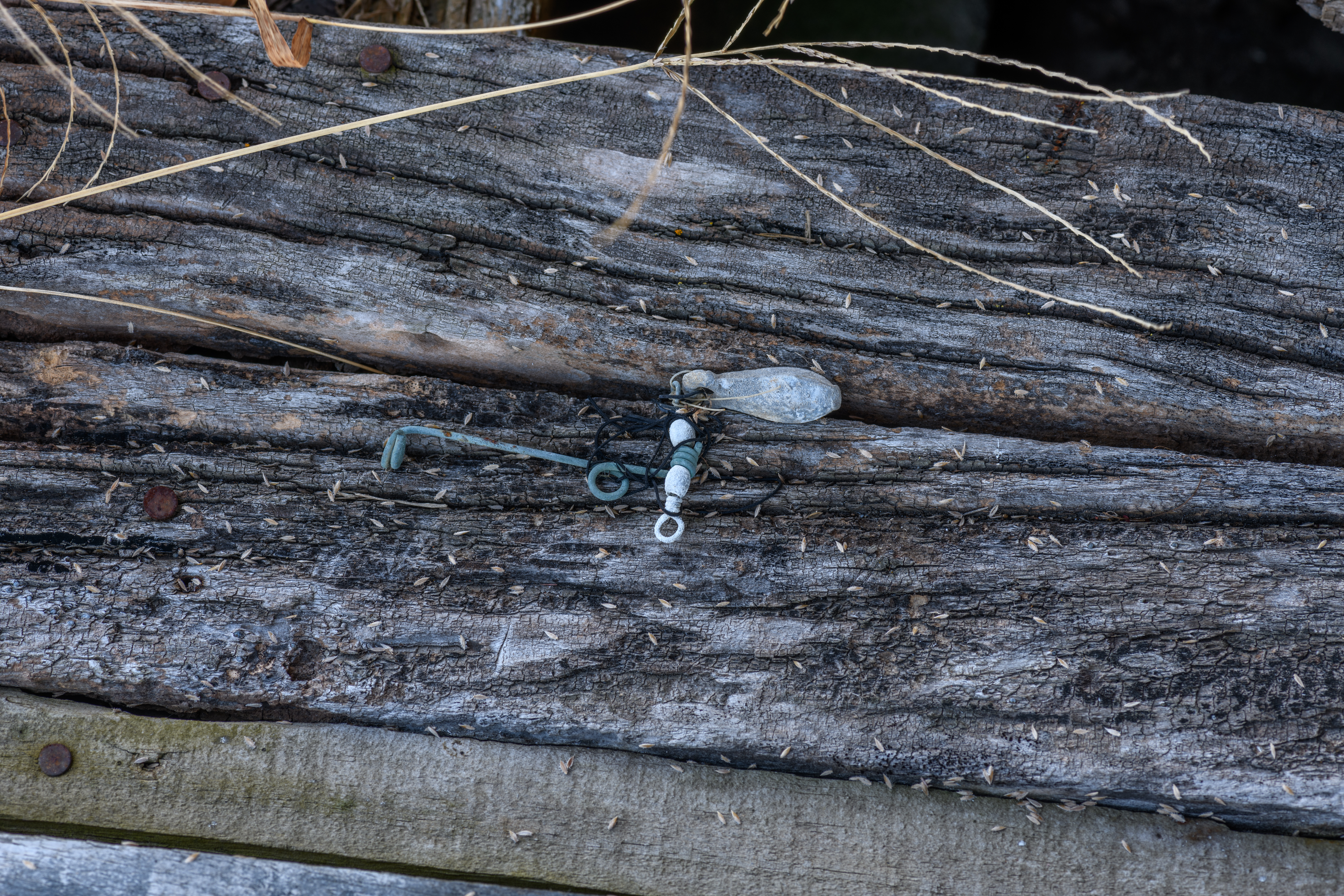
Aparejos de pesca abandonados en la granja de Kelvin A. Lewis

La gran mayoría de las cañas de pescar tienen impresas en su base diferentes especificaciones que aclaran varios aspectos de cada caña en particular.

### La acción
La acción se refiere al tipo de flexibilidad que presenta la caña, habiendo acción rápida —poca flexibilidad—, media, lenta —mucha flexibilidad—.

### La resistencia de la línea
Cada caña está diseñada para ser usada con líneas en rangos de determinada resistencia que, según la IGFA, pueden ir desde las ultraligeras en 2 libras hasta las extra heavy en 130 libras (UL, L, M, MH, H, EH).

### El peso de los señuelos
Las cañas tienen cierto límite de resistencia y flexibilidad que se especifica claramente con el peso de las carnadas y/o señuelos que se pueden lanzar con cada una; este peso viene indicado en rangos generalmente calculados en onzas (ejemplos: 1/64-1/2oz., 1/2-3oz.).

## Tipos de cañas

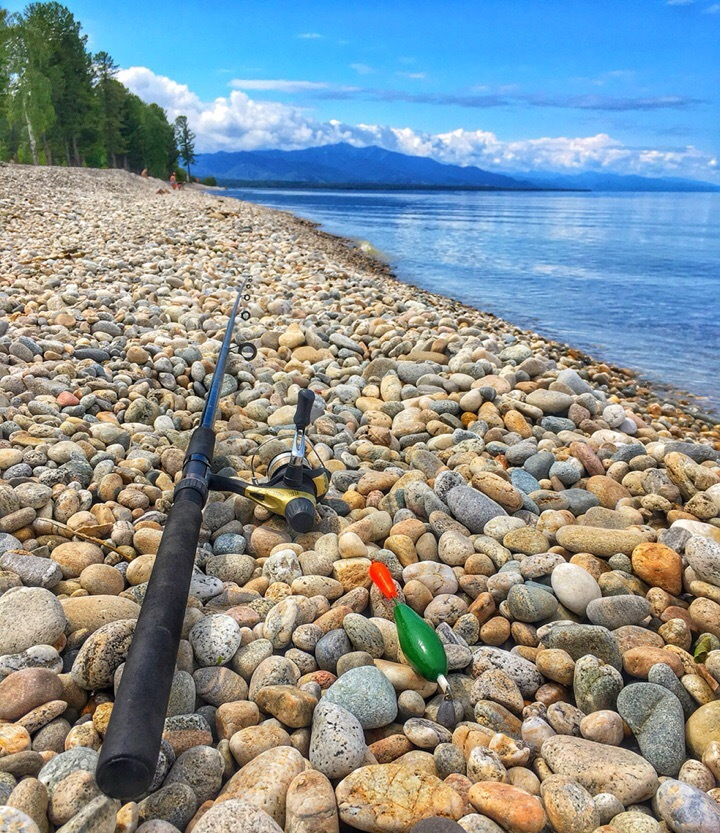
Caña de pescar telescópica. Lago Baikal. Siberia Oriental

Existen varios tipos de cañas de pescar, que se especifican para el estilo o modalidad de pesca que se va a realizar, aunque los componentes y especificaciones son de índole general. Los tipos de cañas más populares son:
- Caña para carrete abierto con spool de línea paralelo a la caña se coloca por debajo.
- Caña de casting: para carrete abierto con spool de línea perpendicular a la caña se coloca por encima.
- Caña de spincast: para carrete cerrado.
- Caña de spinning:para carrete de freno delantero
- Caña de mosca: para carrete de líneas flotadoras, neutras o sumergibles con anzuelos de tipo imitación mosca.
- Cañas tipo pértigas: cañas de largas dimensiones para pesca de orilla al estilo europeo (al coup).
- Caña de surfcasting: cañas de grandes dimensiones generales para pesca desde orilla de playa.
- Cañas de pesca en alta mar (trolling).